# سري الطمبورجي
هو سري الطنبورجي أحد الفنانين السوريين الذين عاشوا في الفترة 1915 - 1956، ولقد غنى ولحن العديد من الأغاني والقصائد والمنولوجات.

## نشأته وطفولته
نشأ في أسرة نزحت من كيليكيا في تركيا إلى سوريا وإسمه الحقيقي سركيس طمبورجيان، وقد سكنت الأسرة في مدينة حماة وذلك بعد نزوح الأرمن لسوريا في هجرتهم الثانية.
ولد سري طمبورجي في العام 1915، وعاش طفولة قاسية، وعمل في دكان أبيه صانعاً للأحذية، وكان حبه للموسيقا يدفعه إلى التردد على أجواء الطرب الشعبي، ثم تعلم العزف على الكمان في أوقات فراغه وحده دون معلم، ثم علم نفسه أيضاً العزف على العود.
صار يتردد مذ غدا فتى على آل الحريري وهي أسرة اشتهرت بحبها ورعايتها للأدباء والفنانين، فلفت أنظار الرواد اليوميين على منزل آل الحريري، بصوته القوي الذي تشوبه لكنة خاصة، والذي أمده فيما بعد بشعبية قوية.
وكان كثيراً ما يرتجل ألحاناً لأشعار مرتجلة كان ينظمها آنياً الوجيه نعسان الحريري وغيره من الزوار وبخاصة نديم آل الحريري وصديقهم الشيخ حمود الزبرؤوتي الذي كان مجلسه قبلة أهالي حماة لظُرفه وإيناسه وطيب معشره.

## الانتقال إلىدمشق
بعد نزوح سري طمبورجي وأسرته إلى دمشق في أواخر الثلاثينيات، اتصل بأهل الفن وعلى رأسهم الفنان صبحي سعيد آملاً أن يزيد من معرفته في العزف على العود، ولكن أعلن الفنان صبحي سعيد بعد أن استمع إليه طويلاً، بأن سري طمبورجي من أمهر عازفي العود على الإطلاق، ولا يقل عنه مقدرة، وبهذا التصريح من الفنان صبحي سعي" احتل سري طمبورجي مكانته الفنية عند أهل الطرب والفن في دمشق.

## أسلوبه
جلب سري طمبورجي معه من حماة، كل ذكرياته الغنائية الحميمة التي شب عليها في طفولته ومراهقته، والتي حفظها من حلقات الطرب الشعبي الفولكلوري التي كان يتردد عليها باستمرار، وقد انعكس هذا الطرب الفولكلوري الحموي على كل ألحانه الشعبية التي غناها من إذاعة دمشق في مرحلة ما قبل الجلاء وحتى نهاية الأربعينيات، وكانت أبرز الأغاني الفولكلورية التي حملت له الشهرة أغنية «سكابا يا دموع العين سكابا» التي راجت طويلا.
انجرف «سري طمبورجي» وراء التجديد الذي حصل في الأغنية المصرية، ومحمد عبد الوهاب، فصاغ ألحانه الجديدة في القصيدة والمونولوج بأسلوب هدف فيه إلى التجديد والمحافظة على الروح السورية دون شطط.

## التلحين والغناء والشعر
| أغنية "أنا في سُكْرَين" ، سري الطمبورجي على يوتيوب                                |
| —كلمات الشاعر بدر الدين الحامد ولحنها سري الطمبورجي ، من تسجيلات إذاعة دمشق، . |

اهتم سري طمبورجي بالشعر، فلحن لأغلب الشعراء المعاصرين والقدامى، وكانت أولى أعماله في هذا المجال قصيدة الشاعر الحموي بدر الدين الحامد «دفنت أشجاني» وغناها في حفل الجامعة السورية عام 1944. ثم لحن قصيدة «أنا في سُكْرَين» الرائعة لـبدر الدين الحامد أيضاً التي غناها وسجلها لإذاعة دمشق فيما بعد في أوائل الخمسينيات، ثم أعقب هاتين القصيدتين بقصيدة ابن زيدون الشهيرة «أضحى الثنائي» معارضاً فيها دون قصد لحن زكريا أحمد للقصيدة نفسها التي غنتها المطربة العريقة فتحية أحمد.

## حياته بعد شهرته
أحبته إحدى سيدات المجتمع فساعدته في أموره الفنية والمادية، فافتتحت له مخزناً في شارع الصالحية، قريباً من المجلس النيابي لبيع الأحذية، فأحيا بذلك مهنته الأولى التي مارسها في حماة وأتقنها، وغدا مخزنه محجاً لسيدات دمشق.
شهرة «سري طمبورجي» وفنه دفع بالإذاعات العربية في الأقطار المجاورة إلى التعاقد معه لتسجيل بعض أعماله، فسافر قبل النكبة إلى فلسطين وسجل لحساب إذاعتي الشرق الأدنى ـ لندن اليوم ـ والقدس عدداً من أغانيه الشعبية والقصائد. كذلك لبى دعوة إذاعة الشرق في بيروت، فسجل لها على اسطوانات خاصة بالإذاعات عدداً من أغنياته.
ساهم «سري طمبورجي» في الاحتفالات القومية في سوريا بالجلاء، واظب بعيد الجلاء صعوده الفني، وحافظ على مكانته أمام المطرب والملحن القوي صابر الصفح والمطرب رفيق شكري اللذين أخذا يزاحمانه على القمة الغنائية في سوريا، وبخاصة صابر الصفح الذي كان يمتلك مقدرة تلحينية كبيرة، وروحاً تجديدية، سبق بها أقرانه.

## النهاية ووفاته
أغراه المال الذي كان يتدفق عليه من مخزن الأحذية، فقرر التوسع في أعماله التجارية فهجر من أجل ذلك الفن، ونزح إلى بيروت، ودخل في صفقات تجارية عديدة عادت عليه بالإفلاس والخراب، ولم يعش كثيراً بعد ذلك إذ توفي بالسكتة القلبية عام 1956 وهو في الواحدة والأربعين من عمره.

## تقييمه ومكانته الفنية
ذكر صميم الشريف في كتابه الموسيقا في سورية: يمكن تصنيف «سري طمبورجي» كواحد من أعمدة الغناء العربي التقليدي، وما نملكه من آثاره يغلب عليه طابع الأغنية الشعبية التراثية، وفن القصيدة التقليدي.أما التجديد فلم يظهر عنده إلا متأخراً في المونولوج، ولم يعتمد عليه كثيراً، لأن مفهوم التجديد عنده اختلط بين فن المونولوج وبين فن الأغنية الدارجة الذي ساد في تلك الفترة، والذي كان يتطلب إيقاعات محددة تحصر الغناء فيها، وتجعله قاصراً عن تحقيق التطريب الذي هو الأساس في الغناء العربي، ولما كان بطبيعته ونشأته الفنية ميالاً للتطريب، فإنه لم يأخذ بالتطور الذي طرأ على الأغنية إلا فيما يعينه على ذلك وبخاصة في القصيدة، فقصر جهوده الفنية عليها وعلى الأغنية الشعبية والمونولوج.
كان «سري طمبورجي» آخر أعلام الغناء، وبموته فقدت الساحة الفنية ملحناً بارعاً وصوتاً قوياً بقراراته النقية، وبجوابات لا تقل عنها نقاء، ولو أتيح له أن يدرس الموسيقا كما يجب لكان له فيها شأن كبير.

## مؤلفاته
نجح «سري طمبورجي» على الرغم من كونه أرمنياً في تلحين الشعر العربي تلحيناً خلاقاً، واتبع في تلحينه أسلوباً خاصاً وتميز أيضا بالإلقاء الغنائي، ويبلغ عدد القصائد التي لحنها سبع قصائد، هي: «نداء المغترب»، «أنا في سُكْرَين»، «دفنت أشجاني»، للشاعر «بدر الدين الحامد» وقصيدة «أضحى الثنائي» لابن زيدون، وقصيدتا «لا تسألوا» و «هل تذكرين»، للشاعر حسيب كيالي، وقصيدة «أحبك لحناً» للشاعر يوسف جمعة.
أما باقي الأغاني المسجلة والمحفوظة في مكتبة إذاعة دمشق الموسيقية فيبلغ عددها ثلاثاً وعشرين أغنية، منها أغنيتان شعبيتان تراثيتان «سكابا يا دموع العين» و«على الدلعونا»، والباقي تتقاسمه الأغنية الخفيفة الدارجة، والمونولوج، والأغنية الشعبية الدارجة. ومن الأغنيات الخفيفة الدارجة أغنيات: «يا أسمر» و «طل علينا» و «كان في قمر» و «فكر فينا» وهذه الأخيرة من نظم عبد الجليل وهبة.
أما في المونولوج فلحن وغنى من نظم مسلم البرازي أغنيتي: «مستني لقاك» و «تهجروه» ومن كلمات علي كنعان مونولوج «المحبة» ومن نظم إبراهيم صايه «قلبي وفي» و «وقلبي بإيدي» وفي الأغنية الشعبية الدارجة غنى من نظم مسلم البرازي أغنيات: «يا شمسة الصبحية» و «سلام وألف سلام» و «من غير حبايب» و «صبرك علي» و «شو عم بتقولي» و «مع السلامة» و «ياللا على المرج الأخضر» و «بحياتك حاجة توعدنا» ومن نظم أسعد السبعلي غنى أغنية «الصبحية» و«كيف ها الحلوين» وعنده أغنية وطنية واحدة غناها بمناسبة أعياد الجلاء، هي أغنية «يا هلا بحريتنا» وهي من نظم مسلم البرازي.
وبالرجوع إلى ما نشرته مجلة الإذاعة، والملاحق الإذاعية التي كانت تصدر عن مختلف الصحف الصادرة في الأربعينيات نستطيع أن نضيف الأغنيات التالية مع التاريخ التي أذيعت فيه من إذاعة دمشق: